# Bournemouth, Christchurch and Poole
Bournemouth, Christchurch and Poole is vanaf 1 april 2019 een unitaire autoriteit en een Engels district in de regio South West England. Het is samengesteld uit Bournemouth, Christchurch en Poole.